# Jasus edwardsii
Espèce
Statut de conservation UICN

 LC  : Préoccupation mineure
Jasus edwardsii est une espèce de langoustes (Palinuridae) des côtes australiennes et néo-zélandaises.

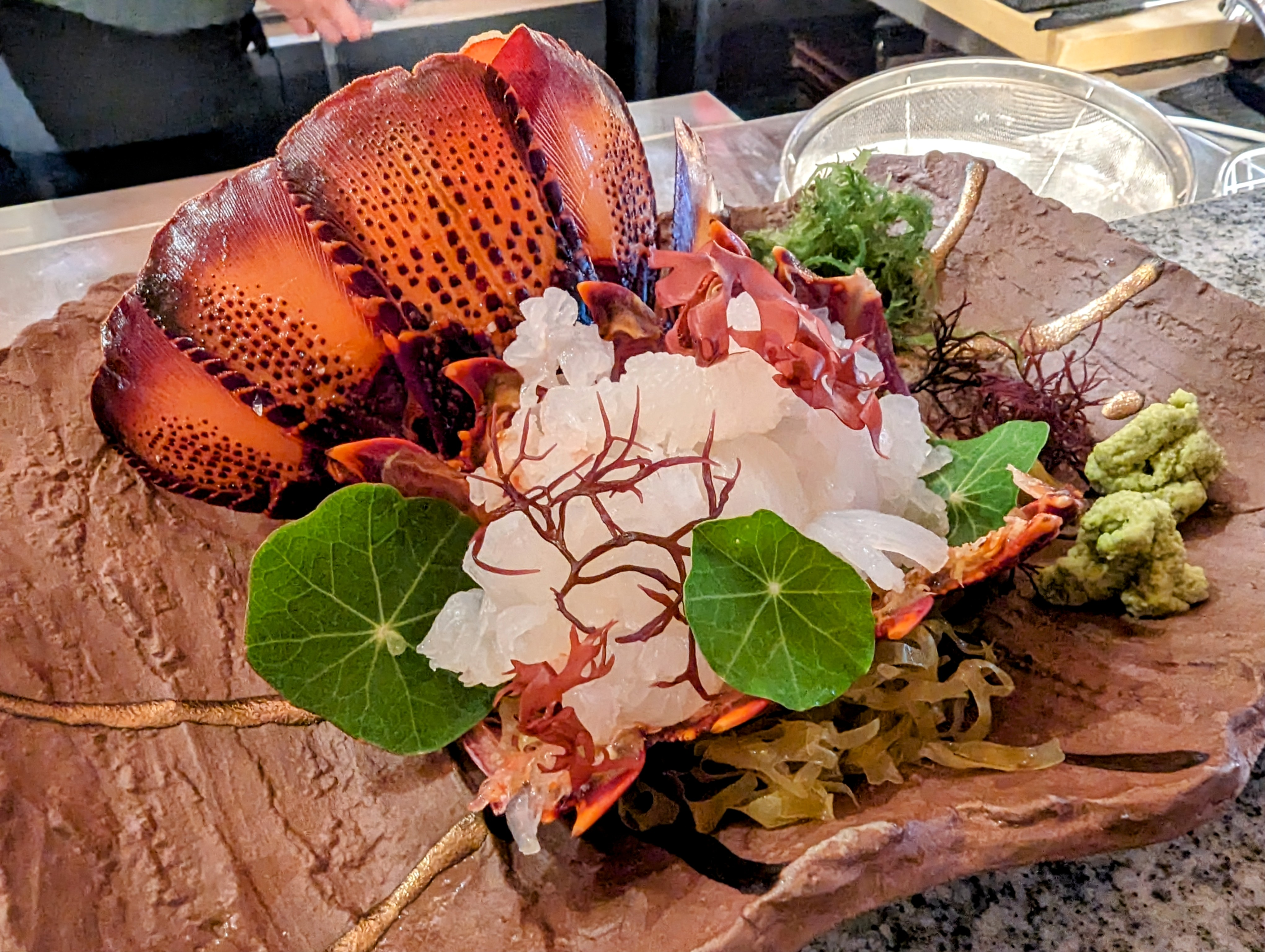
Jasus edwardsii servi en sashimi dans un restaurant japonais de Sydney.